# Jan Slangen
Jan Slangen (Roma, 11 luglio 1975) è un ufficiale italiano, pilota dell'Aeronautica Militare ed ex comandante delle Frecce Tricolori.

## Biografia
Nato a Roma da padre olandese e madre italiana, è cresciuto nel quartiere di Casalpalocco e ha frequentato il liceo scientifico Democrito di Roma.
Dopo il diploma, Slangen ha frequentato il corso normale Rostro III dell'Accademia Aeronautica di Pozzuoli, dal 1994 al 1999, quando ha conseguito la laurea in scienze aeronautiche presso l'Università degli Studi di Napoli Federico II e dove è stato nominato ufficiale del ruolo Naviganti.
Slangen ha conseguito il brevetto di volo sull'SF-260 presso il 70º Stormo di Latina nel novembre 1994.
Promosso al grado di tenente, ha frequentato il corso di abilitazione al pilotaggio dell'MB-339A presso il 61º Stormo di Lecce e ha ricevuto l'assegnazione al 32º Stormo di Amendola nel 1996, dove ha potuto intraprendere il corso di Conversione Operativa su velivolo AMX.
Egli ha conseguito il brevetto di pilota militare presso la base aerea di Sheppard su velivolo T-38 nel giugno 1999.
Durante il periodo di assegnazione al 32º Stormo, Slangen è stato dapprima pilota di squadriglia, poi comandante della 76ª Squadriglia del 13º Gruppo di Volo. Egli ha inoltre ricoperto l'incarico di Capo Ufficio Sicurezza Volo presso la Rappresentanza dell'Aeronautica Militare Italiana (R.A.M.I.) di Goose Bay e di Capo Sezione Aerotattica del Gruppo Volo AMX nella Nellis Air Force Base.

## Carriera nelleFrecce
Conseguito il grado di capitano, nel 2004 Slangen è stato assegnato al 313º Gruppo Addestramento Acrobatico Frecce Tricolori.
Nel 2005 si è qualificato istruttore di volo acrobatico, e nel 2011 si è qualificato istruttore di specialità tattiche operative CBR (cacciabombardiere-ricognitore).
All'interno della formazione, Slangen ha ricoperto diversi ruoli: 3º Gregario Sinistro (Pony 7), 1º Gregario Sinistro (Pony 2), Capoformazione (Pony 1), conseguendo infine il ruolo di Comandante (Pony 0) il 25 ottobre 2012. Egli ha partecipato a più di 200 manifestazioni della Pattuglia Acrobatica Nazionale in tutto il mondo.
Slangen ha all'attivo più di 3.000 ore di volo, ed è abilitato al pilotaggio dei seguenti velivoli:
- Aermacchi SF-260;
- Cessna T-37 Tweet;
- Northrop T-38 Talon;
- Panavia PA200 MRCA Tornado;
- Aermacchi MB-339A;
- AMX;
- AMX-T (versione da addestramento).